# Саобраћај у Шведској
Шведска је за европске услове велика и ретко насељена земља (око 20 ст./км²). Ово се одражава и на њен саобраћај - већи значај ваздушног саобраћаја, мање ауто-путева. Шведска има и више великих језера, а земља има и дугачку морску обалу, па је водни саобраћај развијен. Захваљујући високој развијености земља је успела да превазиђе многе тешкоће на пољу саобраћаја.
Шведска има развијен друмски, железнички, ваздушни и водни саобраћај. Највећи саобраћајни чвор је главни град, Стокхолм.

## Железнички саобраћај
Државно предузеће за железницу су "Државне железнице".
По подацима из 1998. године укупна дужина железничке мреже у Шведској је 12.821 km стандардне ширине колосека колосека (1435 mm). Од тога под управом државних железница је 9.227 km, док је остатак од 3.5934 km у приватном власништву. Електрификовано је 7.918 km, а 1.152 km су железнице дуплог колосека. Поред тога, постоји 221 km пруга уског колосека (891 mm). Железница је савремена, чак и она која саобраћа до најмањих места.
Највеће чвориште је Стокхолм, али у држави није спроведена потпуна централизација у престоници. Стокхолм, Гетеборг и Малме су међусобно повезани пругама, по којима саобраћају возови великих брзина (до 200 km/час, у будућности и од 250 km/час). Најважније железничке линије су:
- Западна пруга, Стокхолм - Катринехолм - Еребро - Фалћепинг - Гетеборг, укупна дужина 453 km.
- Јужна пруга, Малме - Насје - Јенћепинг - Фалћепинг, укупна дужина 381 km.
- Источна пруга, Насје - Линћепинг - Норћепинг - Катринехолм, укупна дужина 216 km.
- Северна пруга, Стокхолм - Упсала - Авеста - Анге, укупна дужина 484 km.
- Норланд пруга, Брецке - Боден, укупна дужина 629 km.
- Северозападна пруга, Еребро - Карлстад - граница са Норвешком (ка Ослу), укупна дужина 209 km.
- Норланд Крос пруга, Сундсвал - Анге - Естерсунд - граница са Норвешком (ка Трондхајму), укупна дужина око 500 km.
- Унутрашња пруга, Кристинехамн - Естерсунд - Геливаре, укупна дужина око 1300 km.

Градска железница је присутна у већим градовима, у Стокхолму, Гетеборгу и Малмеу. Стокхолм једини поседује метро (погледати: Стокхолмски метро), трамвајски и приградски железнички превоз.
Железничка веза са суседним земљама:
- Норвешка - да
- Финска - да, уз промену ширине колосека (са 1435 mm на 1520 mm)
- Данска - да, Ересундским тунелом-мостом преко мореуза Категата

## Друмски саобраћај
Укупна дужина главних путева у Шведској у 1999. години је била 210.760 km, од тога је 162.707 km са тврдом подлогом. Дужина ауто-путева у држави је 1.428 km (погледати: Ауто-путеви у Шведској), што је мало за земљу величине Шведске, али разумљиво с обзиром на ретку насељеност, поготово њене северне половине. Због тога су углавном изграђени у јужној половини земље, а то важи и за магистралне путеве - углавном су смештени у јужној Шведској и дуж обала Балтика. Последњих година граде се нове деонице савремених ауто-путева, нарочито ка северним деловима земље.
Занимиљивост је у Шведској дуго важило правило вожње левом страном, које је промењено 1967. г., али је пре тога доносило много расправа и у власти и међу грађанима (промена званично одбијена на референдуму 1955. г.).
Главни путеви у Шведској се углавном поклапају са европским саобраћајним коридорима и носе бројчану ознаку од 1 до 99. Њихова укупна дужина је 8.769 km. „Бројеви“ путева расту од југа ка северу. Последњих година учињено је много да се издвоје они правци који су битнији и тако су добијени „Државни путеви“, често се поклапајући са путевима Европских коридора. Поред тога у виду ауто-пута су и обилазнице око великих градова (Стокхолм, Гетеборг, Малме).
Најважнији државни магистрални путеви су:
- Државни пут Е4, граница са Финском - Лулео - Питео - Умео - Сундсвал - Јевле - Упсала - Стокхолм - Нићепинг - Норћепинг - Линћепинг - Јенћепинг - Хелсингборг, укупна дужина пута је 1590 km, савремени ауто-пут на деоници од Хелсингборга до Упсале, у изградњи деоница Упсала - Јевле.
- Државни пут Е6, граница са Норвешком - Гетеборг - Халмстад - Хелсингборг - Малме, укупна дужина пута је 490 km, савремени ауто-пут на већем делу пута, осим 40ак километара пре норвешке границе.
- Државни пут Е10, граница са Норвешком - [Кируна]] - Лулео, укупна дужина пута је 470 km, магистрални пут целом дужином.
- Државни пут Е12, граница са Норвешком - Ликселе - Умео, укупна дужина пута је 450 km, магистрални пут целом дужином.
- Државни пут Е14, граница са Норвешком - Естерсунд - Сундсвал, укупна дужина пута је 355 km, магистрални пут целом дужином.
- Државни пут Е, граница са Норвешком - Карлстад - Еребро - Вестерос - Стокхолм, укупна дужина пута је 430 km, савремени ауто-пут на деоници од Стокхолма до Ереброа, у изградњи деоница Еребро - Карлстад.
- Државни пут Е20, Гетеборг - Еребро, укупна дужина пута је 405 km, савремени ауто-пут на прилазима крајњим градовима.
- Државни пут Е22, Малме - Карлсхамн - Карлскрона - Калмар - Норћепинг, укупна дужина пута је ? км, савремени ауто-пут на деоници од Малмеа до Карлскроне и око Калмара.
- Државни пут Е45, граница са Финском - Естерсунд - Фалун - Гетеборг, укупна дужина пута је 1690 km, магистрални пут целом дужином.

## Водени саобраћај
Шведска је приморска земља са веома дугим излазом на Балтичко и Северно море, као и њихове везе, мореузе Скагерак и Категат. Држава има веома повољан положај, јер је њена обала у средишњем положају међу Нордијским земљама. Захваљујући томе кроз историју Шведске је била главна сила у овом делу Европе. Сва три велика шведска града (Стокхолм, Гетеборг, Малме) су важне луке:
- Стокхолм ка Балтику и источној Европи
- Гетеборг ка Северном мору и западној Европи
- Малме ка јужном Балтику и средњој Европи

Важне луке су и:
- Халмстад
- Хелсингборг
- Карлсхамн
- Калмар
- Норћепинг
- Јевле
- Сундсвал
- Умео

Унутрашњи водни саобраћај Шведске је развијен и дуг (2.052 km дужине). Посебно је значајан превоз по великим шведским језерима у средишњем делу земље (Венер, Ветер, Јелмар). Највеће ограничење је зимско доба, када се на унутрашњим воденим путевима ствара слој леда, који прави поптуни застој промета. У држави постоји и низ канала, најчешће грађених као безе између језера. Најважније унутрашње (језерске) луке су Јенћепинг, Еребро и Вестерос.

## Гасоводи и нафтоводи
Гасовод: непознато
Нафтовод: непознато

## Ваздушни транспорт
У Шведској постоји велики број авио-предузећа, од којих је најпознатије предузеће "Скандинејвијан ерлајнс систем" или краће и познатије "САС", које заједничко главно авио-предузеће и за Данску и Норвешку.
У земљи постоји чак 255 званично уписаних аеродрома 2000. године, од чега 147 са чврстом подлогом (погледати: Аеродроми у Шведској). 49 уврштено на листу међународних аеродрома са IATA кодом (IATA Airport Code). Због изолованости многих делова земље чак 41 аеродром има сталне линије за превоз путника, и то највећи део њих само ка Стокхолму или лети чартер линије до туристичких одредишта. Свега неколико аеродрома има сталне међународне линије и могу се сматрати великим за државу. То су:
- Аеродром „Арланда“ у Стокхолму - ARN
- Аеродром „Брома“ у Стокхолму - BMA
- Аеродром „Скавста“ у Нићепингу - NYO
- Аеродром „Гетеборг-Град“ у Гетеборгу - GSE
- Аеродром „Гетеборг-Ландветер“ у Гетеборгу - GOT
- Аеродром „Малме“ у Малмеу - MMX
- Аеродром „Умео“ у Умеу - UME

Најважније ваздухопловно чвориште у Шведској је стокхолмски Аеродром „Арланда“, који се налази на 40 km севевно од града. Ово је и трећи по промету аеродром у Скандинавији, а значај ће му нарасти и када други градски Аеродром „Брома“, данас намењен домаћим летовима, буде угашен због угрожавања еколошких услова у Стокхолму. Други по важности је Аеродром „Гетеборг-Ландветер“.